# Ligue féminine de basket 2006-2007
Navigation
Saison précédente Saison suivante
La saison 2006-2007 de la LFB est la 9e édition de la Ligue féminine de basket qui se dispute avec 14 équipes.

## Récit
Cette 9e édition de la LFB est marquée par la lutte à la fin de la saison régulière entre Bourges Basket et Valenciennes alors que ces dernières avaient eu un départ tardif. Valenciennes remporte la première place lors de l’ultime journée et obtient ainsi le premier ticket pour l’Euroligue. Pendant ce temps Lattes-Montpellier, auteur d’un recrutement efficace en début de saison, accompagne Villeneuve-d'Ascq et les deux sus-citées pour le tournoi de la fédération et sont ainsi exempt du premier tour des play-offs.
Pendant ce temps, le Cavigal de Nice, présent en LFB depuis la création de la ligue en 1998, est relégué en NF1 pour la saison suivante. L'occasion pour le Cavigal d'opérer une fusion avec le Nice Olympic et ainsi se donner les moyens de « Terminer dans les 4 premiers ».
Les playoffs marquent quelques surprises, bien que se terminant par une traditionnelle finale Bourges-Valenciennes. Lattes-Montpellier (4e) est éliminé dès les quarts de finale par Mondeville (5e). En demi-finales, il s’en est fallu de peu pour que Villeneuve-d’Ascq batte Bourges et atteigne ainsi une première finale. Finalement, c’est Valenciennes qui remporte le titre en deux manches face à Bourges, diminuée par l’absence de Céline Dumerc.

## Les équipes
| Aix-en-Provence Bourges Calais Arras Clermont-Ferrand Challes-les-Eaux Mondeville Lattes Mourenx Tarbes Villeneuve-d'Ascq Saint-Amand Valenciennes Nice |

## Classement final
- En vert les équipes directement qualifiées pour les 1/4 de finale des playoffs (la 1re est directement qualifiée pour l’Euroligue 2008) ;
- En bleu les équipes qui devront passer les 1/8e de finale des playoffs ;
- En rouge le club relégué en NF1.

| Place | Équipe               | Pts | MJ | Vic. | Déf. | +     | -     | %    | Coeff.  |
| 1     | Valenciennes         | 48  | 26 | 22   | 4    | 1 893 | 1 472 | 84,6 | 1,02702 |
| 2     | Bourges              | 48  | 26 | 22   | 4    | 1 870 | 1 457 | 84,6 | 0,97368 |
| 3     | Villeneuve-d'Ascq    | 47  | 26 | 21   | 5    | 2 008 | 1 756 | 80,8 | -       |
| 4     | Lattes-Montpellier   | 43  | 26 | 17   | 9    | 1 959 | 1 808 | 65,4 | -       |
| 5     | Mondeville           | 41  | 26 | 15   | 11   | 1 963 | 1 763 | 57,7 | -       |
| 6     | Aix-en-Provence      | 40  | 26 | 14   | 12   | 1 832 | 1 858 | 53,8 | -       |
| 7     | Challes-les-Eaux     | 38  | 26 | 12   | 14   | 1 757 | 1 812 | 46,2 | 1,06870 |
| 8     | Tarbes               | 38  | 26 | 12   | 14   | 1 870 | 1 913 | 46,2 | 0,93571 |
| 9     | Clermont-Ferrand     | 37  | 26 | 11   | 15   | 1 962 | 2 035 | 42,3 | -       |
| 10    | Arras                | 37  | 26 | 11   | 15   | 1 695 | 1 812 | 42,3 | -       |
| 11    | Mourenx              | 37  | 26 | 11   | 15   | 1 819 | 1 913 | 42,3 | -       |
| 12    | Saint-Amand-les-Eaux | 33  | 26 | 7    | 19   | 1 547 | 1 774 | 26,9 | -       |
| 13    | Calais               | 31  | 26 | 5    | 21   | 1 578 | 1 953 | 19,2 | -       |
| 14    | Nice                 | 28  | 26 | 2    | 24   | 1 649 | 2 076 | 7,7  | -       |

## Les playoffs

### 1ertourou huitièmes de finale
Match aller : 16 avril ; match retour : 19 avril
| (5) Mondeville - (12) Saint-Amand-les-Eaux | 69-*64 | *82-71 |
| (6) Aix-en-Provence - (11) Mourenx         | 93-*79 | *80-73 |
| (7) Challes-les-Eaux - (10) Arras          | 63-*70 | *79-68 |
| (8) Tarbes - (9) Clermont-Ferrand          | 88-*94 | *84-73 |

### Tableau final
|  | Quarts de finale         | Quarts de finale         |              |          | Demi-finales         | Demi-finales         |  |  | Finale                 | Finale                 |
|  | Quarts de finale         | Quarts de finale         |              |          | Demi-finales         | Demi-finales         |  |  | Finale                 | Finale                 |
|  |                          |                          |              |          |                      |                      |  |  |                        |                        |
|  | Mer 25 avr., sam 28 avr. | Mer 25 avr., sam 28 avr. |              |          | Sam 5 mai, mer 9 mai | Sam 5 mai, mer 9 mai |  |  | Mer 16 mai, ven 18 mai | Mer 16 mai, ven 18 mai |
|  | Mer 25 avr., sam 28 avr. | Mer 25 avr., sam 28 avr. |              |          | Sam 5 mai, mer 9 mai | Sam 5 mai, mer 9 mai |  |  | Mer 16 mai, ven 18 mai | Mer 16 mai, ven 18 mai |
|  | (1) Valenciennes         | 74 - *77                 |              |          | Sam 5 mai, mer 9 mai | Sam 5 mai, mer 9 mai |  |  | Mer 16 mai, ven 18 mai | Mer 16 mai, ven 18 mai |
|  | (1) Valenciennes         | 74 - *77                 |              |          | Sam 5 mai, mer 9 mai | Sam 5 mai, mer 9 mai |  |  | Mer 16 mai, ven 18 mai | Mer 16 mai, ven 18 mai |
|  | (8) Tarbes               | *43 - 60                 |              |          | Sam 5 mai, mer 9 mai | Sam 5 mai, mer 9 mai |  |  | Mer 16 mai, ven 18 mai | Mer 16 mai, ven 18 mai |
|  | (8) Tarbes               | *43 - 60                 | Valenciennes | 81 - *62 |                      |                      |  |  | Mer 16 mai, ven 18 mai | Mer 16 mai, ven 18 mai |
|  | Mer 25 avr., sam 28 avr. |                          | Valenciennes | 81 - *62 |                      |                      |  |  | Mer 16 mai, ven 18 mai | Mer 16 mai, ven 18 mai |
|  |                          | Mondeville               | *56 - 60     |          |                      |                      |  |  | Mer 16 mai, ven 18 mai | Mer 16 mai, ven 18 mai |
|  | (4) Lattes-Montpellier   | Mondeville               | *56 - 60     | 72 - *66 |                      |                      |  |  | Mer 16 mai, ven 18 mai | Mer 16 mai, ven 18 mai |
|  | (4) Lattes-Montpellier   |                          |              | 72 - *66 |                      |                      |  |  | Mer 16 mai, ven 18 mai | Mer 16 mai, ven 18 mai |
|  | (5) Mondeville           | *83 - 65                 |              |          |                      |                      |  |  | Mer 16 mai, ven 18 mai | Mer 16 mai, ven 18 mai |
|  | (5) Mondeville           | *83 - 65                 | Valenciennes | 64 - *70 |                      |                      |  |  |                        |                        |
|  | Mer 25 avr., sam 28 avr. |                          | Valenciennes | 64 - *70 |                      |                      |  |  |                        |                        |
|  |                          | Bourges                  | *55 - 61     |          |                      |                      |  |  |                        |                        |
|  | (2) Bourges              | Bourges                  | *55 - 61     | 63 - *67 |                      |                      |  |  |                        |                        |
|  | (2) Bourges              | Sam 5 mai, mer 9 mai     |              | 63 - *67 |                      |                      |  |  |                        |                        |
|  | (7) Challes-les-Eaux     | *57 - 40                 |              |          |                      |                      |  |  |                        |                        |
|  | (7) Challes-les-Eaux     | *57 - 40                 | Bourges      | 63 - *59 |                      |                      |  |  |                        |                        |
|  | Mer 25 avr., sam 28 avr. |                          | Bourges      | 63 - *59 |                      |                      |  |  |                        |                        |
|  |                          | Villeneuve-d'Ascq        | *61 - 57     |          |                      |                      |  |  |                        |                        |
|  | (3) Villeneuve-d'Ascq    | Villeneuve-d'Ascq        | *61 - 57     | 67 - *79 |                      |                      |  |  |                        |                        |
|  | (3) Villeneuve-d'Ascq    |                          |              | 67 - *79 |                      |                      |  |  |                        |                        |
|  | (6) Aix-en-Provence      | *67 - 51                 |              |          |                      |                      |  |  |                        |                        |
|  | (6) Aix-en-Provence      | *67 - 51                 |              |          |                      |                      |  |  |                        |                        |

## Récompenses et performances
- Meilleure joueuse française :  Sandrine Gruda (Valenciennes)
- Meilleure joueuse étrangère :  Hamchétou Maïga-Ba (Mondeville)
- Meilleur espoir :  Sandrine Gruda (Valenciennes)
- MVP des finales :  Émilie Gomis (Valenciennes)

## Tournoi de la Fédération
|  | Demi-finales               | Demi-finales               |                        |         | Finale                     | Finale                     |
|  | Demi-finales               | Demi-finales               |                        |         | Finale                     | Finale                     |
|  |                            |                            |                        |         |                            |                            |
|  | Sam 14 avr. 18:00 - Nevers | Sam 14 avr. 18:00 - Nevers |                        |         | Dim 15 avr. 16:30 - Nevers | Dim 15 avr. 16:30 - Nevers |
|  | Sam 14 avr. 18:00 - Nevers | Sam 14 avr. 18:00 - Nevers |                        |         | Dim 15 avr. 16:30 - Nevers | Dim 15 avr. 16:30 - Nevers |
|  | (1) Valenciennes           | 62                         |                        |         | Dim 15 avr. 16:30 - Nevers | Dim 15 avr. 16:30 - Nevers |
|  | (1) Valenciennes           | 62                         |                        |         | Dim 15 avr. 16:30 - Nevers | Dim 15 avr. 16:30 - Nevers |
|  | (4) Lattes-Montpellier     | 59                         |                        |         | Dim 15 avr. 16:30 - Nevers | Dim 15 avr. 16:30 - Nevers |
|  | (4) Lattes-Montpellier     | 59                         | Valenciennes           | 67 (ap) |                            |                            |
|  | Sam 14 avr. 20:30 - Nevers |                            | Valenciennes           | 67 (ap) |                            |                            |
|  |                            | Bourges                    | 71                     |         |                            |                            |
|  | (2) Bourges                | Bourges                    | 71                     | 57      |                            |                            |
|  | (2) Bourges                |                            |                        | 57      |                            |                            |
|  | (3) Villeneuve-d'Ascq      | 48                         |                        |         |                            |                            |
|  | (3) Villeneuve-d'Ascq      | 48                         | Match pour la 3e place |         |                            |                            |
|  |                            |                            |                        |         |                            |                            |
|  | Dim 15 avr. 14:00 - Nevers |                            |                        |         |                            |                            |
|  |                            |                            |                        |         |                            |                            |
|  | Lattes-Montpellier         | 68                         |                        |         |                            |                            |
|  | Lattes-Montpellier         | 68                         |                        |         |                            |                            |
|  | Villeneuve-d'Ascq          | 62                         |                        |         |                            |                            |
|  | Villeneuve-d'Ascq          | 62                         |                        |         |                            |                            |

Bourges grâce à sa victoire obtient sa qualification pour l’Euroligue 2008.

 Céline Dumerc (Bourges) a été désignée Meilleure joueuse de ce 17e Tournoi de la Fédération.